# Ian Crook
Ian Crook (nacido el 18 de enero de 1963) es un exfutbolista inglés que se desempeñaba como centrocampista.
Jugó para clubes como el Tottenham Hotspur, Norwich City, Sanfrecce Hiroshima y Northern Spirit FC.

## Trayectoria

### Clubes
| Club                | País       | Año         |
| ------------------- | ---------- | ----------- |
| Tottenham Hotspur   | Inglaterra | 1980 - 1986 |
| Norwich City        | Inglaterra | 1986 - 1997 |
| Sanfrecce Hiroshima | Japón      | 1997 - 1998 |
| Northern Spirit FC  | Australia  | 1998 - 2000 |